# 6091 Mitsuru
6091 Mitsuru è un asteroide della fascia principale. Scoperto nel 1990, presenta un'orbita caratterizzata da un semiasse maggiore pari a 2,2092399 au e da un'eccentricità di 0,2230578, inclinata di 8,38803° rispetto all'eclittica.
L'asteroide è dedicato all'astronomo giapponese Mitsuru Soma.